# 松原剛志
松原 剛志（まつばら つよし、1979年1月2日 - ）は、特撮・アニメの主題歌歌手。主にミュージカルに出演する俳優。東京都世田谷区出身。血液型はO型。エルアンドエル・ビクターエンタテインメント所属。

## 略歴
15歳でバンド活動を開始し、高校1年生の夏に図書館で手に取った、水木一郎のベストアルバムに感銘を受け、16歳で水木一郎に師事。3年後、学研主催のアニメソングコンテストで7000通を超す応募の中、全国決戦大会にて「準グランプリ」を受賞。日本童謡協会主催「童謡祭」に出演するなどを経て、1999年、Project DMMのメンバーとしてデビュー。数多くのウルトラマンシリーズの主題歌・挿入歌の歌唱を担当。
2009年からは、スーパー戦隊シリーズの音楽制作ユニット、Project.Rのメンバーとしても活動し、2011年、『海賊戦隊ゴーカイジャー』の主題歌を担当。また2017年には『宇宙戦隊キュウレンジャー』のエンディングテーマも担当している。
2002年、ミュージカル『モーツァルト!』の影響を受けミュージカル俳優を志し、2005年に『ボーイフロムオズ』のクリス・ベル役に抜擢されミュージカルデビュー。その後も『プロデューサーズ』『FAME』『タイタニック』『レ・ミゼラブル』『キンキーブーツ』などのブロードウェイミュージカルほか、多くのオリジナルミュージカルに出演している。
洗足学園音楽大学 声優アニメソングコース歌唱講師。

## ディスコグラフィ
※Project DMMとしての活動については、Project DMM 歌唱曲を参照。
スーパー戦隊シリーズ
- 侍戦隊シンケンジャー（2009年）
  - 六人の侍（挿入歌(Project.R)
- 海賊戦隊ゴーカイジャー（2011年）
  - 海賊戦隊ゴーカイジャー（OP主題歌(Project.R)）
  - スーパー戦隊 ヒーローゲッター（ED主題歌）※Project.Rの1人として参加
  - スーパー戦隊 ヒーローゲッター〜Now & Forever ver.（イメージソング）※Project.Rの1人として参加
  - ないしょのユーレイヒー（「海賊戦隊ゴーカイジャー THE MOVIE 空飛ぶ幽霊船」挿入歌(ささきいさお、堀江美都子とのトリオ)）
  - JUMP（2012年「海賊戦隊ゴーカイジャーVS宇宙刑事ギャバン THE MOVIE」挿入歌(串田アキラとのデュエット)）
  - スーパー戦隊ヒーローゲッター〜テン・ゴーカイジャーver.〜（2021年「テン・ゴーカイジャー」主題歌）※Project.Rの1人として参加
- 特命戦隊ゴーバスターズ（2012年）
  - 情熱 〜We are Brothers〜（「仮面ライダー×スーパー戦隊 スーパーヒーロー大戦」主題歌）※Hero Music All Starsの一員として参加
- 獣電戦隊キョウリュウジャー（2013年）
  - The Braves 〜竜の道を継ぐ者〜（挿入歌(高橋秀幸×松原剛志×吉田仁美)）
  - 咆哮!ブラギガス（挿入歌）
  - 蒸着 〜We are Brothers〜（「仮面ライダー×スーパー戦隊×宇宙刑事 スーパーヒーロー大戦Z」主題歌）※Hero Music All Stars Zの一員として参加
- 動物戦隊ジュウオウジャー（2016年）
  - スーパー戦隊ヒーローゲッター2016（特別ED）※Project.Rの1人として参加
  - ジュウオウザワールド（挿入歌）
- 宇宙戦隊キュウレンジャー（2017年）
  - キュータマダンシング!（ED主題歌）
  - キュータマ音頭!（特別ED）
  - キュウレンオー 銀河無敵伝説（挿入歌）
  - また君に会いたい（2018年/「宇宙戦隊キュウレンジャーVSスペース・スクワッド」ED主題歌(キュウレンジャー with Project.R)）
  - キュータマダンシング! (ver. VS)（2019年/「ルパンレンジャーVSパトレンジャーVSキュウレンジャー」ED主題歌(松原剛志×吉田達彦×吉田仁美)）

- 機界戦隊ゼンカイジャー（2021年）
  - Let's go!スーパーツーカイザー（2021年「機界戦隊ゼンカイジャー」イメージソング）

アニメ・ゲームソング
- ビーダー・フォーエバー（2006年/TVアニメ「爆球Hit! クラッシュビーダマン」OP主題歌）
- 参上!ぴゅるっとあさたろう（2009年/TVアニメ「ねぎぼうずのあさたろう」OP主題歌）
- WIN THE BATTLE（2012年/PSPゲーム「グレイトバトル フルブラスト」OP主題歌(松本梨香×松原剛志×川添智久)）

その他
- 死者の詩 ソロver.（2014年/「サクラ大戦 巴里花組ショウ2014 ～ケセラセラ・パリ～」収録）
- 死者の詩 ミュージカルver.（2014年/「サクラ大戦 巴里花組ショウ2014 ～ケセラセラ・パリ～」収録）
- ホール・ニュー・ワールド (2015年/こどものうた(瀧本瞳とのデュエット)）
- ハピネスたいそう（2017年/うんどう会ソング(宮本佳那子、加藤有加利、松原剛志)）
- Somewhere Out There（2018年/「melodia 4」収録(高垣彩陽とのデュエット)）

### コーラス参加
- 濱田めぐみ ミュージカルデビュー20周年記念アルバム「Campanula」（2016年）コーラスREC参加

- 濱田めぐみ ミュージカルデビュー25周年記念CD「Connect」（2021年）コーラスREC参加
- プリンセスアイスワールド 2023～2024 Ensemble Special（2023年）コーラスREC参加
- プリンセスアイスワールド 2024～2025 Ensemble Special（2024年）コーラスREC参加

## 出演

### ミュージカル
- ボーイフロムオズ（2005年） - クリス・ベル 役
- プロデューサーズ（2005年） - リード・テナー 役
- FAME（2005年） - グッディ 役
- ボーイズレビュー2006 HOLD ON（2006年） - レイ 役
- ボーイフロムオズ（2006年） - クリス・ベル 役
- タイタニック（2007年） - フリート 役
- レ・ミゼラブル（2007年） - フイイ 役
- プロデューサーズ（2008年） - リード・テナー 役
- ルドルフ ザ・ラスト・キス（2008年）
- ボーイフロムオズ（2008年） - クリス・ベル 役
- 赤ひげ（2009年） - 保本登 役
- レ・ミゼラブル（2009年） - アンジョルラス 役
- 森は生きている（2009年） - 四月の精 役
- タイム・フライズ（2010年） - 哲平 役
- ドラキュラ伝説 〜千年愛〜（2010年） - アーサー 役
- ロックンジャムミュージカル3（2010年） - 真一 役
- Into the Woods（2010年） - ジャック 役
- マルグリット（2011年） - ルシアン 役
- ロイヤルホストクラブ（2011年） - 維舞聖夜 役
- ドラキュラ（2011年） - クインシー 役
- アイ・ハヴ・ア・ドリーム（2011年） - トム 役
- タイム・フライズ（2011年） - 哲平 役
- パルレ（2012年） - ソロンゴ 役
- カムイレラ（2012年） - キリ 役
- アリス・イン・ワンダーランド（2012年） - モリス 役
- ロイヤルホストクラブ（2013年） - 維舞聖夜 役
- ドラキュラ（2013年） - クインシー 役
- Ordinary Days 〜なにげない日々〜（2013年） - ジェイソン 役
- リズミックタウン（2013年） - ハンス刑事 役
- 何処へ行く（2014年） - マルクス・ウィニキウス 役
- ひめゆり（2014年） - 檜山上等兵 役
- アリス・イン・ワンダーランド（2014年） - モリス 役
- ON AIR 〜夜間飛行〜（2015年） - マルチマン 役
- デスノート The Musical（2015年） - 松田 役
- ひめゆり（2015年） - 檜山上等兵 役
- 何処へ行く（2015年） - マルクス・ウィニキウス 役
- MILKY WAY〜銀河鉄道の夜（2016年） - 鳥捕り 役
- RANGER（2016年） - 金野賢俊 役
- 月に歌えば（2016年）
- 王家の紋章（2017年） - ミヌーエ将軍 役
- デスノート The Musical（2017年） - 松田 役
- RANGER（2017年） - 金野賢俊 役
- タイム・フライズ（2018年） - 神崎勝 役
- ソレイル〜太陽の王様〜（2018年） - 飛行士 役
- ひめゆり（2018年） - 檜山上等兵 役
- 生きる（2018年） - 野口 役
- スター誕生（2019年） - 松沼泰世 役
- 何処へ行く（2019年） - マルクス・ウィニキウス 役
- オリバー・ツイスト（2019年） - ビル・サイクス 役
- 鏡の法則（2019年） - 秋山健太 役
- クリスマスに歌えば（2019年）
- 生きる（2020年） - 野口 役
- アリージャス〜忠誠〜（2021年） - マサト・マルヤマ、タツオ・キムラ 役
- 王家の紋章（2021年） - ミヌーエ将軍 役
- 人間泥棒～元小泥棒の夢～（2021年） - イチジョウ 役
- スター誕生（2022年） - 松沼泰世 役
- THE BOY FROM OZ（2022年） - クリス・ベル 役
- キンキーブーツ（2022年） - ミスター・プライス 役
- えんとつ町のプペル（2022年） - ダン 役
- ひめゆり（2023年） - 檜山上等兵 役
- 生きる（2023年） - 野口 役
- ハリウッドは大騒ぎ（2023年） - ジョン・クーパー 役
- 鉄鼠の檻（2024年） - 桑田常信 役
- 추락 -墜落-（2024年）[9]
- ホンジツ島のマジックアワー（2025年） - パトリオ 役
- ミュージカル李香蘭（2025年） - 杉本 役[10]
- Jeanne d’Arc -ジャンヌ・ダルク-（2025年） - ジャン・ブレアル／ピエール・コーション 役[11]

### LIVE
- 40×35 感謝祭 Anniversary LIVE & SHOW　東京国際フォーラム (2012年1月10日・1月11日)

- 超英雄祭 仮面ライダー☓スーパー戦隊 LIVE & SHOW　東京国際フォーラム (2013年1月11日・1月12日)
- 超英雄祭 仮面ライダー☓スーパー戦隊 LIVE & SHOW2014　日本武道館 (2014年1月15日)
- 超英雄祭 仮面ライダー☓スーパー戦隊 LIVE & SHOW2015　東京国際フォーラム (2015年1月16日・1月17日)
- 超英雄祭 仮面ライダー☓スーパー戦隊 LIVE & SHOW2016　日本武道館 (2016年1月20日・1月21日)
- 45×40 感謝祭 Anniversary LIVE & SHOW　日本武道館 (2017年1月21日・1月22日)
- 超英雄祭 仮面ライダー☓スーパー戦隊 LIVE & SHOW2018　日本武道館 (2018年1月24日)
- 超英雄祭 仮面ライダー☓スーパー戦隊 LIVE & SHOW2019　日本武道館 (2019年1月23日)
- 超英雄祭 仮面ライダー☓スーパー戦隊 LIVE & SHOW2020　横浜アリーナ (2020年1月22日)
- 50×45 感謝祭 Anniversary LIVE & SHOW　日本武道館 (2022年2月25日・26日)
- 超英雄祭KAMEN RIDER × SUPER SENTAI LIVE & SHOW 2025　横浜アリーナ (2025年2月5日)

### 舞台
- 和田アキ子物語（2010年） - 飯塚浩司 役
- エンロン（2012年）
- 鉄道員(ぽっぽや)（2013年） - 佐藤乙松 役
- サクラ大戦 巴里花組ショウ2014 〜ケセラセラ・パリ〜（2014年） - ダス・モルテス 役
- Twelve（2014年） - 1番 役
- SHOW ル・リアン（2016年）
- 続・花咲く男たち〜サクラ大戦歌謡ショウより〜（2018年）
- 夢見る男たち〜サクラ大戦歌謡ショウより〜（2019年）
- 初夢の男たち〜サクラ大戦歌謡ショウより〜（2020年）
- 年忘れ！歳忘れ⁉な人たち（2021年）

### 映画
- ウルトラマンティガ THE FINAL ODYSSEY（2000年） - 超古代戦士 役
- ウルトラマンコスモス2 THE BLUE PLANET（2002年） - ミツル 役
- 海賊戦隊ゴーカイジャー THE MOVIE 空飛ぶ幽霊船（2011年） - パチンの声
- 植物図鑑（2016年）

### テレビドラマ
- 日曜プライム「終着駅シリーズ35」『鬼子母の末裔』（2019年） ‐ 杉山浩一 役

### CM
- くら寿司（2016年）

### オリジナルビデオ
- ウルトラセブン1999最終章6部作 第3話「果実が熟す日」（1999年） - レモジョ星系人 役
- テン・ゴーカイジャー（2022年） - 服部 / バッドリー（声） 役[12]

### テレビ番組
- 第3回「キングラン アニソン紅白2011 supported by スカパー!」（2011年12月31日）
- テレビ神奈川「saku saku」（2012年2月24日）
- フジテレビ「My Routine～太陽と星空の時間～」（2021年7月12日）
- フジテレビ 第3回「オールスター合唱バトル」（2024年7月14日）
- フジテレビ 第4回「オールスター合唱バトル」（2024年12月29日）

## 受賞歴
- 『DRACON '97 アニメソング部門』準グランプリ
- 『2022 All About ミュージカル・アワード』助演男優賞